# Kosmos 2439
Kosmos 2439, ruski komunikacijski satelit iz programa Kosmos. Vrste je Strijela-3M (14F132 Rodnik br. 160 L (560)).
Lansiran je 23. svibnja 2008. godine u 15:20 s kozmodroma Pljesecka u Rusiji. Lansiran je u nisku orbitu oko planeta Zemlje raketom nosačem Rokot/Briz-KM 11A05. Orbita mu je 1478 km u perigeju i 1509 km u apogeju. Orbitna inklinacija mu je 82,51°. Spacetrackov kataloški broj je 32956. COSPARova oznaka je 2008-025-D. Zemlju obilazi u 115,84 minute. 
Dio su serije Gonjec-D1M. Prema nekim izvješćima imena su Gonjec-D1M 4, Gonjec-D1M 3 i Gonjec-D1M 2. Svaki je mase 250 kg i snage 10 W, dovoljno za prosljeđivati tekstne poruke diljem Rusije. Flota letjelica Gonjec-D1M trebala je po prvim planovima imati 36 letjelica, po 6 za svaku orbitalnu ravninu.
Nekoliko satelita Rodnika poslano je u istoj misiji sa satelitom Jubilejni. Dio Briz-KM se odvojio tijekom misije.

## Vanjske poveznice
- N2YO.com Search Satellite Database
- Celes Trak SATCAT Format Documentation (engl.)
- Kunstman  Arhivirana inačica izvorne stranice od 12. kolovoza 2019. (Wayback Machine) Satellites in Orbit (engl.)